# Oktiabr
Oktiabr (en castellano: «Octubre») es una revista literaria rusa de periodicidad mensual con sede en Moscú; junto con Novy Mir y Znamya fue en la época soviética una de las principales revistas mensuales. La revista otorga el premio Oktiabr anual de literatura a las mejores obras en lengua rusa. Novelas como El Don apacible, de Mijaíl Shólojov o Vida y destino, de Vasili Grossman, fueron publicadas de forma seriada en Oktyabr.

## Historia
Oktiabr fue fundada en 1924 por el grupo literario del mismo nombre creado en 1922 por el poeta Aleksandr Bezymenski y el novelista Yuri Libedinski. Era una revista oficialista y conservadora de la Unión Soviética. En particular, durante el período posterior a la Segunda Guerra Mundial se convirtió en una de las publicaciones más a favor del gobierno y jugó un papel decisivo en la formación de la imagen de la poesía soviética.
El comité de redacción de la revista en la era soviética incluyó esas figuras reconocidas por el Estado. El primer redactor jefe fue Labory Kalmansón quien también era conocido como G. Lelévich. Fiódor Panfiórov se desempeñó como jefe de redacción de la revista mensual dos veces (de 1931 a 1954, y luego desde 1957 hasta 1961). Vsévolod Kóchetov era uno de los principales editores de la revista en la década de 1960. En el mismo período, el mensual fue un feroz crítico de las reformas de Nikita Jruschov, adoptando una postura estalinista. Anatoli Anániev reemplazó a Kóchetov como redactor jefe de Oktiabr.